# Languepas
Languepas (en russe : Лангепас) est une ville russe située dans le district autonome des Khantys-Mansis–Iougra, dans le raïon de Nijnevartovsk. Sa population s'élevait à 42 801 habitants en 2014.

## Géographie
Languepas est située sur la rivière Kaïoukovskaïa, à 15 km de la rive droite de l'Ob, dans la plaine de Sibérie occidentale.
Elle se trouve à 82 km au nord-ouest de Nijnevartovsk, à 93 km à l'est de Sourgout, à 334 km à l'est de Khanty-Mansiïsk, à 713 km au nord-est de Tioumen et à 2 234 km au nord-est de Moscou.

## Histoire
Languepas a été créée en 1980 pour les besoins de l'industrie pétrolière. La localité a le statut de ville depuis le 15 août 1985. L'économie de la ville est fondée sur l'extraction du pétrole et du gaz naturel.

## Population
Recensements (*) ou estimations de la population
| 1980  | 1989*  | 2002*  | 2006   |
| ----- | ------ | ------ | ------ |
| 2 100 | 25 618 | 37 182 | 40 796 |

| 2010*  | 2012   | 2013   | 2014   |
| ------ | ------ | ------ | ------ |
| 41 670 | 42 447 | 42 683 | 42 801 |